# 황금 마네키네코들

## 마네키네코들 소개
| 이름   | 소개                                                                                               |
| ------ | -------------------------------------------------------------------------------------------------- |
| 황금이 | - 역할: 공방장 - 성우 : 타카기 와타루 김윤기                                                       |
| 구슬이 | - 역할: 공방장 황금이의 오른팔                                                                     |
| 점박이 | - 역할: 전병 담당 - 성우 : 신용우 - 다른 이름 : 봉구                                               |
| 노랑이 | - 역할: 엿과 사탕 담당 - 성우: 파이루즈 아이 채림 - 다른 이름: 호박이 - 성격 : 언제나 생기발랄하다 |
| 찹쌀이 | - 역할: 떡 담당 - 성우: 김신우 - 다른 이름:절미                                                    |
| 달콩이 | - 역할: 초콜릿 담당 - 성우: 이우리 - 다른 이름: 삼식이                                             |
| 차차   | - 역할: 차 담당 - 성우: 한신 - 성격: 섬세하다                                                      |
| 열매   | - 역할: 과일 담당 - 성격: 강인하다                                                                 |
| 팽팽이 | - 역할: 장난감 담당                                                                                |
| 콩이   | - 성격 : 장난꾸러기다                                                                              |
| 알이   | - 성격: 겁보이다.                                                                                  |
| 냠냠이 | - 성격: 먹보이다.                                                                                  |